# Polia goliath
Polia goliath är en fjärilsart som beskrevs av Charles Oberthür 1880. Polia goliath ingår i släktet Polia och familjen nattflyn. Inga underarter finns listade i Catalogue of Life.